# المطيرفي
المطيرفي هي إحدى قرى محافظة الأحساء في المنطقة الشرقية في المملكة العربية السعودية، تأسست سنة 1396هـ/1978م, ويبلغ عدد سكانها حوالي 5612 نسمة.

## أصل التسمية
تعني كلمة المطيرفي المساحة الشاسعة من الغابات.

## الموقع
تقع المطيرفي قريبًا من الطريق الواصل بين طريق الظهران/ العقير /ساحة الجاهورة وتبعد عن ساحة الجاهورة حوالي 15 كيلومتر. وهي قرية زراعية تقع شمال محافظة الأحساء على جانب الطريق الرئيسي المؤدي إلى الدمام، وقد سميت القرية بهذا الاسم لتطرف موقعها بالنسبة للمزارع والنخيل حيث أنها نهاية الأراضي المزروعة، وتحد هذه القرية غربا بالبر والصحراء.

## سكانها
قرية المطيرفي قرية قديمة سكنها أسرة الشيخ (الأوحد) أحمد بن زين الدين الأحسائي، بعد هجرهم قرية البابا القريبة من المطيرفي والتي لا تزال أثارها قائمة، وكانت القرية كغيرها من القرى محصنة بسور ضخم يحيط بها ولها بوابتين، البوابة الرئيسية وتسمى الدروازة والبوابة الفرعية من الجهة الشمالية الشرقية منها.

## الزراعة
وقد تطورت قرية المطيرفي وأصبحت الآن قرية جميلة فريدة في موقعها بالمحافظة، ويغلب على سكانها طابع الزراعة حيث أن معظمهم فلاحون مرتبطون بالأرض وزراعتها وكانت في السابق تنتج الكثير من المحاصيل الزراعية المنوعة والتي اشتهرت بها، خاصة التمور وأشهرها الخلاص والتي له ميزة خاصة إلى يومنا الحاضر وكذلك الرز الحساوي والحبوب والجزر الحساوي.
كما اشتهرت القرية بكثرة مياهها الجوفية وتعدد عيونها الحارة "كعين الحويرات، وبوناصر، وحقيجة، وأم زنبور، والجديد، وغيرها، وقد جفت مياهها الآن بسبب النقص الحاد في المياه الجوفية، والجفاف التي تمر بها المنطقة في الآونة الأخيرة، ويبلغ عدد سكانها أكثر من عشرة آلاف نسمة.

## السياحة
وقد اشتهرت القرية منذ القدم بالسياحة ويؤمها أكثر أهالي المحافظة خاصة يومي الخميس والجمعة للاستحمام في مياهها وعيونها، وكذلك لوجود مسجد العباس والشيخ احمد بها، وقد أدى جفاف العيون إلى قلة المياه.

## نبذه تاريخية
- القرية التي ولد بها الشيخ الأوحد احمد بن زين الدين عام 1166 هـ، وبها نشأ وترعرع وذاع صيته بعلمه وتقواه، وقد توفي في هدية بالقرب من المدينة المنورة، ومن أسماء القرية التي تنسب إليها هي (بلد الأوحد).
- من أوائل المدارس في محافظة الأحساء أسستها امرأة تدعى بـ «آمنة عبد الله عيسى البجحان» سمتها مدرسة البجحان، حيث برزت وذاع صيتها مما دفعها إلى الاستعانة بزوجها أحمد إبراهيم الخليفة الذي كف بصره وكان متقنا لقراءة القرآن، وقد استمرت المدرسة إلى قبل وفاتها بسبع سنين وذلك، بسبب مرض عضال ألم بها ودام معها إلى حين وفاتها في 7 يناير 1981م.

## المنتدى الرسمي للقرية
منتديات الحويرات، وسمي الموقع بهذا الاسم نسبة إلى عين الحويرات أشهر عيون القرية. كما يوجد بعض المواقع كموقع قرية المطيرفي، والمنتديات الفرعية كـ منتديات قرية المطيرفي.